# Skeneoides
Skeneoides là một chi ốc biển, là động vật thân mềm chân bụng sống ở biển trong họ Skeneidae.

## Các loài
Các loài trong chi Skeneoides gồm có:
- Skeneoides digeronimoi (La Perna, 1998)[2]
- Skeneoides exilissima (Philippi, 1844)[3]
- Skeneoides jeffreysii (Monterosato, 1872)[4]